# Bruno Santori
Bruno Santori (Trezzo sull'Adda, 12 ottobre 1957) è un direttore d'orchestra, compositore e arrangiatore italiano.

## Biografia
All'età di cinque anni si avvia allo studio del pianoforte con il Maestro Silvio Marchesi. Il padre, Sergio Santori, segue i primi anni della sua carriera da musicista affiancandolo ad ogni passo facendo nascere, grazie alle sue capacità imprenditoriali, i Raminghetti, una band composta da quattro ragazzi di età compresa tra gli otto e i dieci anni di cui Bruno è tastierista. Il gruppo inciderà vari dischi (tra cui due brani di Mogol e Lavezzi) pubblicati per la Bentler Eldorado. Mogol si definirà il "Padrino" del gruppo.
Allo scioglimento dei Raminghetti, all'età di quattordici anni, dopo diverse esperienze in altri gruppi e dopo aver sperimentato nuovi generi musicali, Santori entra a far parte di una nuova formazione: i Daniel Sentacruz Ensemble, nati nel 1974, con il ruolo di tastierista e di compositore. Il primo successo non tardò: grazie al singolo "Soleado" il gruppo raggiunge la notorietà. Dopo il grande successo segue l'uscita del brano "Un sospero (sempre più in alto...)" da lui composto, che diverrà colonna sonora della celebre pubblicità della grappa Bocchino (interpretata da Mike Bongiorno). Nel 1976 il gruppo partecipa al ventiseiesimo Festival di Sanremo con la canzone "Linda bella Linda": dopo questa esperienza, Bruno Santori abbandona i Daniel Sentacruz Ensemble per proseguire lo studio della musica classica e terminare il conservatorio.
Dopo aver conseguito il diploma in pianoforte, sotto la guida del Maestro Paolo Bordoni, Santori parte per Londra, dove frequenta un corso di perfezionamento con il Maestro Arnaldo Cohen. Dopo l'esperienza nella musica leggera, la classica si pone in una posizione di maggior rilievo nel suo percorso artistico: la sua formazione prosegue con lo studio della composizione.
All'età di 23 anni, mosso dall'interesse per la direzione d'orchestra, Santori diviene allievo del Maestro Franco Ferrara. Dopo la scomparsa del Maestro Ferrara, Santori fonda (insieme alla moglie del Maestro, Mariza) l'orchestra "Franco Ferrara", di cui la vedova è stata presidente onorario.
Durante gli anni ottanta Santori fonda, inoltre, le Istituzioni Harmoniche, un complesso da camera che, occasionalmente, viene ampliato sino a divenire orchestra sinfonica. Questo è l'inizio di una serie di concerti, sia in Italia che all'estero, muovendosi talvolta nel circuito Gioventù Musicale. In questo periodo incontra il Maestro Gianluigi Gelmetti e ne diviene prima allievo quindi assistente, seguendolo nei suoi concerti in tutto il mondo (Orchestra sinfonica della Radio di Stoccarda, Orchestra dell'Opéra di Parigi, Maison de la Radio, Orchestra sinfonica di Colonia, London Symphony Orchestra sono alcune delle orchestre che Santori ha visto lavorare da vicino in qualità di assistente).
Nel corso della sua attività concertistica ha diretto varie orchestre, tra cui l'Orchestra dell'Opera di Budapest, l'Orchestra sinfonica di Lubiana, l'Orchestra sinfonica di Sofia, l'Orchestra dell'Angelicum di Milano, Orchestra della Grecia, l'Orchestra dei Pomeriggi Musicali, l'Orchestra Sinfonica della RAI di Roma, l'Orchestra del Bergamo Musica Festival, l'Orchestra della Svizzera Italiana, i Cameristi della Scala, l'Orchestra della Toscana, l'Orchestra sinfonica di Tokio, esibendosi a volte anche come pianista.
Nel marzo 2008, in una cerimonia pubblica presso l'Auditorium S.Martino della città di Fermo, Santori è stato insignito del Premio Giordaniello alla carriera, che nella precedente edizione fu assegnato a Bruno Canfora.
Il 6 novembre, in occasione del Fenice Day, ha diretto l'orchestra della Fenice di Venezia in un concerto dedicato ai 40 anni di carriera di Katia Ricciarelli. Artisti ospiti della serata: Michael Bolton, Fausto Leali, Ron, Alessandro Safina, Massimo Ranieri, Amedeo Minghi. Il concerto fu trasmesso su canale 5.
Dal 2010 al 2015 è stato il direttore stabile e artistico dell'Orchestra Sinfonica di Sanremo (Sanremo Festival Orchestra); durante questi cinque anni è stato anche direttore artistico di Area Sanremo.
Dall'ottobre 2010 al gennaio 2012, su nomina di Roberto Formigoni, ha fatto parte del Comitato Tecnico Scientifico (area economica) della Regione Lombardia.
Il 15 dicembre 2010, in occasione dei 100 anni dalla nascita di Madre Teresa di Calcutta, ha diretto un concerto di commemorazione della Beata.
Il 18 maggio 2011, in occasione della Beatificazione di Giovanni Paolo II, ha diretto il concerto che la città di Roma ha voluto dedicare al Beato.
Dal 23 settembre 2011, prima data ufficiale tenutasi al Teatro degli Arcimboldi di Milano, è impegnato nel progetto "PFM in classic" un tour in cui Santori dirige una grande sinfonica (tra cui: l'Orchestra della Svizzera Italiana, i Cameristi della Scala, l'Orchestra della Toscana, l'Orchestra sinfonica di Tokio) ed il gruppo PFM in un percorso che spazia dalla musica classica ad alcuni tra i brani più celebri della band. Il tour viene ospitato nei più importanti teatri italiani e stranieri.
Il 4 ottobre 2014, in occasione dei 30 anni della Fondazione Exsodus di don Antonio Mazzi, ha diretto l'Orchestra Filarmonica Italiana ed i Nomadi nel concerto "Tremenda voglia di musica". L'evento si è tenuto in Piazza Duomo a Milano ed è stato trasmesso in diretta radio/video da RTL 102.5. Davanti alle 80.000 persone presenti in piazza, come ospiti all'interno del concerto, sono intervenuti: Francesco Renga, Nek, Annalisa e Luca Carboni.
È stato membro della commissione direttiva del premio Lunezia nel 2015.
È stato nominato dall'assessore alle Culture, Identità e Autonomie di Regione Lombardia Cristina Cappellini Ambasciatore Expo del sito Crespi D'Adda.
Il 17 marzo 2017 il ministro del turismo di Malta, Dr. Edward Zammit Lewis, gli ha conferito il titolo di "Tourism Ambassador of Malta".

## DB One Music
Dal 1990 al 2004 si dedica a DB One Music, una casa di produzione discografica proprietaria di alcuni tra i più importanti studi di registrazione in Italia, nella quale lavoreranno molti artisti, tra cui Jan Teigen, Fabio Concato, Daniele Silvestri, Michele Zarrillo, Drupi, Raf, i Pooh, Giorgio Faletti ed Ami Stewart.
Ha prodotto e realizzato propri brani trance per il progetto Suntory, un mix tra suoni etnici ed elettronici, che in alcune tracce sono stati remixati da Dj produttori quali Roland Brant (Orlando Bragante), JK LLoyd (Giancarlo Loi), Valoy (Valentino Loi), Claudio Diva e Gianni Parrini, già produttori di altrettanti successi del genere Trance e Dream.

## Festival di Sanremo
| Anno | Artista                              | Brano                  |
| ---- | ------------------------------------ | ---------------------- |
| 1992 | Drupi                                | Un uomo in più         |
| 1992 | Michele Zarrillo                     | Strade di Roma         |
| 1992 | Aida Satta Flores                    | Io scappo via          |
| 1994 | Giorgio Faletti                      | Signor Tenente         |
| 1995 | Rossella Marcone                     | Un posto al sole       |
| 1996 | Rossella Marcone                     | Una vita migliore      |
| 1997 | Tony Blescia                         | E ti sento             |
| 2001 | Riki Anelli                          | Ho vinto un viaggio    |
| 2002 | Daniele Silvestri                    | Salirò                 |
| 2002 | Lollipop                             | Batte forte            |
| 2002 | Giuliodorme                          | Odore                  |
| 2002 | OffSide                              | Quando una ragazza c'è |
| 2003 | Luca Barbarossa                      | Fortuna                |
| 2003 | Syria                                | L'amore è              |
| 2006 | Nomadi                               | Dove si va             |
| 2006 | Riccardo Maffoni                     | Sole negli occhi       |
| 2006 | Sugarfree                            | Solo lei mi da         |
| 2006 | Simona Bencini                       | Tempesta               |
| 2007 | Daniele Silvestri                    | La paranza             |
| 2007 | Grandi Animali Marini                | Napoleone azzurro      |
| 2008 | Melody Fall                          | Ascoltami              |
| 2010 | Irene Grandi                         | La cometa di Halley    |
| 2010 | Arisa                                | Malamorenò             |
| 2010 | Luca Marino                          | Non mi dai pace        |
| 2011 | Anansi                               | Il sole dentro         |
| 2011 | Micaela                              | Fuoco e cenere         |
| 2013 | Simona Molinari feat. Peter Cincotti | La felicità            |
| 2013 | Simona Molinari feat. Peter Cincotti | Dr. Jekyll e Mr. Hide  |

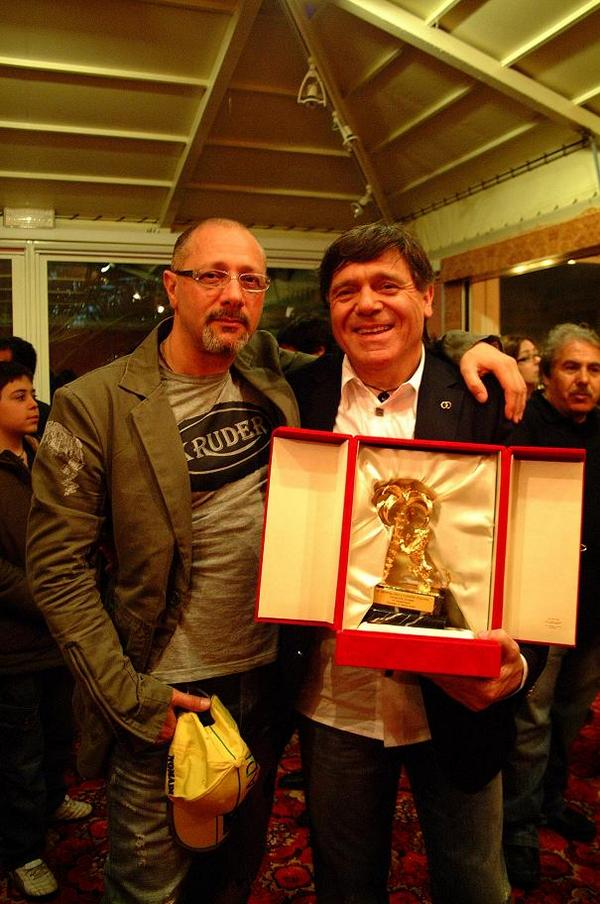
Il Maestro Bruno Santori con Beppe Carletti durante i festeggiamenti per la vittoria nella categoria gruppi durante Sanremo 2006

Il maestro Santori è stato anche il direttore musicale del Festival di Sanremo 2009. Ha diretto l'orchestra nel Nessun dorma dalla Turandot in apertura alla prima serata del Festival; realizzato l'arrangiamento e diretto l'apertura della seconda serata facendo convivere il Confutatis dalla Messa da requiem di W.A. Mozart ed Another Brick in the Wall dei Pink Floyd; aperto la quarta serata arrangiando un medley (Sempre libera, E lucean le stelle, Memory, Torna a Surriento, We Are the Champions) con due solisti: il soprano Dīmītra Theodosiou ed il tenore Gianluca Terranova; aperto la quinta ed ultima puntata con il finale del Lago dei cigni che è stato ballato da Giuseppe Picone quindi il passo a due Il cigno nero ballato da Caroline Rice e Giuseppe Picone per poi eseguire I Love to Boogie.
All'interno delle serate ha accompagnato l'ingresso di vari artisti come Roberto Benigni "La banda del pinzimonio, Eleonora Abbagnato (intermezzo della Cavalleria rusticana, valzer della Cenerentola), Gabriella Pession La danza delle ore, Hugh Hefner Do You Think I'm Sexy, Maria de Filippi La cavalcata delle valchirie, Rapsodia in blu, Vincent Cassel Marseilleise, Nuove Proposte Let the Sunshine, valletti Un uomo e una donna. Ha diretto il ballo di Alessia Piovan e Paul Sculfor valzer de Il Gattopardo. Ha diretto uno sketch sulle ‘2 anime dell'orchestra: classica e rock' "Eine Kleine Nachtmusik, Smoke on the Water. Ha arrangiato e diretto per Luca Laurenti Sogni d'oro, That's Life, New York, New York, My Way, The Lady Is a Tramp, Massimo Ranieri Perdere l'amore, Ornella Vanoni Una ragione di più, Kevin Spacey Fly Me to the Moon, Katy Perry Don't Stop Me Now, Paolo Bonolis Tanto pe' cantà, Pfm – Claudio Santamaria – Stefano Accorsi Bocca di Rosa – Pescatore, Roberto Vecchioni Sogna ragazzo sogna, per Burt Bacharach ha scritto e diretto un medley eseguito con Burt Bacharach al pianoforte Raindrops Keep Fallin' on My Head - I'll Never Fall in Love Again - I Say a Little Prayer".

## Omnia Symphony Orchestra
Nel 2005, insieme a Beatrice Saottini (oggi Presidente dell'associazione), fonda la Omnia Symphony Orchestra, con la quale realizza molti concerti con una peculiarità: intingere nella musica leggera quella classica, e viceversa. Nascono così esperienze singolari tra cui il concerto "Stelle per un grande sogno" (Brescia dicembre 2006) in cui Nomadi, Roby Facchinetti, Isabeau e molti altri artisti di musica leggera hanno cantato accompagnati da una grande orchestra. Non mancano i concerti di classica (è il caso della musica sacra, sinfonica e della musica da camera eseguita dalla Omnia Symphony Orchestra) e l'esplorazione di alcune vie musicali differenti, ad esempio "L'Histoire du Soldat" di Stravinsky, eseguito con la partecipazione dei solisti del Teatro alla Scala.
Il 25 marzo 2007 Santori è in veste di arrangiatore e di direttore della Omnia Symphony Orchestra che si impegna alla realizzazione di un monumentale evento per Radio Italia in occasione del suo 25º compleanno(evento diffuso da Radio e Video Italia oltre ad una messa in onda dell'evento su Canale Cinque in prima serata). A quell'evento hanno partecipato i cantanti: Claudio Baglioni, Andrea Bocelli, Edoardo Bennato, Mango, Marco Masini, Gianni Morandi, Nek, Nomadi, Enrico Ruggeri, Raf, Umberto Tozzi, gli Stadio, Alex Britti, Luca Carboni, Tiziano Ferro, Gigi D'Alessio, Gianluca Grignani, I Pooh, Ron, Le Vibrazioni, Michele Zarrillo, Renato Zero.
Il 6 e 7 aprile 2007 presso il PalaBrescia Bruno Santori ha diretto la Omnia Symphony Orchestra con il gruppo dei Nomadi orchestrando 36 tra le più famose e storiche canzoni del popolare gruppo, realizzando un doppio CD e DVD messo in vendita dalla Warner Music e già disco di platinoItalia].
Il 16 settembre 2007 la Omnia Symphony Orchestra diretta dal Maestro Santori, in occasione del 30º anniversario dalla scomparsa della ‘Divina’ Maria Callas ha eseguito presso il Teatro La Fenice di Venezia un concerto commemorativo con il celebre soprano greco Dīmītra Theodosiou, da cui sono stati realizzati una messa in onda internazionale sulla Rai e un DVD.
Nel maggio 2008, all'interno della stagione di Omnia Orchestra, Santori ha diretto "i Virtuosi dei Berliner Philharmoniker".
Nel mese di giugno 2008, in occasione dei festeggiamenti per i 45 anni dei Nomadi ha diretto tre concerti tenuti dal gruppo insieme alla Omnia Symphony Orchestra eseguendo i brani da lui orchestrati per il disco Orchestra.
Nel settembre 2009 ha diretto, nel teatro sociale di Brescia, un concerto lirico/pop che ha visto cimentarsi Dimitra Theodossiou e Simona Molinari sia su brani del repertorio lirico che su brani del repertorio moderno.
Il 30 novembre 2009 in occasione del compleanno di Don Antonio Mazzi ha diretto un concerto per coro e orchestra proponendo l'opera “Songs of the sanctuary: Adiemus” di Karl Jenkins.
Il 26 dicembre 2009 ha diretto la sesta edizione del concerto di S. Stefano “Film in concerto: MusicAlCinema” presso il palabrescia di Brescia.

## Sanremo Festival Orchestra
L'ultima fatica del 2009 per il M° Santori è stato il “Capodanno dei fiori” concerto svolto dal teatro del casinò di Sanremo il 31 dicembre trasmesso in diretta radiofonica e televisiva su rtl 102.5 e in collegamento con il capodanno di Rai 1, il concerto ha aperto i festeggiamenti per i 60 anni del Festival di Sanremo. Per questa occasione ha diretto la “Sanremo Festival Orchestra”, di cui dal 2010 al 2015 è stato il direttore artistico e stabile, accompagnando artisti come: Dimitra Theodossiou, Simona Molinari, Romolo Tisano, Riccardo Maffoni, Daniel Sentacruz Ensemble. Si sono esibiti anche i 6 ragazzi finalisti di Sanremo Lab.
Per il 2011, parallelamente alla stagione sinfonica, è stata organizzata una stagione in collaborazione con Radio/Video Italia. Tutti i concerti si sono tenuti presso il teatro del casinò di Sanremo e sono andati in onda su Radio Italia e sui canali satellitari e terrestri di Video Italia.
Il 24 dicembre 2011, dopo la messa del Santo Padre su Rai Uno, è stato trasmesso il programma "Canto di Natale", che si è svolto nella Sala Sinopoli dell'Auditorium Parco della Musica di Roma.
Il 20 aprile 2012, alternandosi con il M° Leonardo Laserra Ingrosso (direttore della Banda della Guardia di Finanza), ha diretto il concerto di gemellaggio tra la Sanremo Festival Orchestra e la banda della Guardia di Finanza. Il concerto, tenutosi presso il Teatro Donizetti di Bergamo, è stato a favore della cardiochirurgia pediatrica degli Ospedali Riuniti di Bergamo.
Il 14 maggio 2012 ha diretto "Radio Italia Live: Il concerto", concerto per il festeggiamento dei 30 anni di Radio Italia. L'evento è stato trasmesso in diretta su tutte le piattaforme dell'emittente (radio, digitale terrestre, satellite, internet) e ha visto oltre 100.000 persone presenti in piazza Duomo a Milano durante il concerto. Il concerto è stato trasmesso in differita in due puntate anche su Italia 1.
Il 12 aprile 2013 si è tenuta la seconda edizione del "Concerto di Primavera". L'evento benefico che quest'anno ha voluto sostenere l'Associazione per l'aiuto del neonato Onlus, ha confermato la formula dello scorso anno in cui il concerto di gemellaggio tra la Sanremo Festival Orchestra e la banda della Guardia di Finanza ha visto alternarsi nella direzione il M° Bruno Santori (direttore della Sanremo Festival Orchestra) e il M° Leonardo Laserra Ingrosso (direttore della Banda della Guardia di Finanza).
L'11 maggio 2013, nuovamente nella splendida cornice di piazza Duomo a Milano, ha diretto "radio Italia Live: Il Concerto". Un altro grande successo di pubblico e di critica, organizzato da Radio/Video Italia, trasmesso in diretta su tutte le piattaforme dell'emittente (radio, digitale terrestre, satellite, internet). Il concerto è stato trasmesso in differita in due puntate anche su Italia 1].
L'11 aprile 2014 si è tenuta la terza edizione del "Concerto di Primavera". In quest'edizione, l'evento benefico, ha voluto sostenere Arlino - Associazione di ricerca a livello infantile e adolescenziale di natura oculare. Ancora una volta il gemellaggio tra la Sanremo Festival Orchestra e la Banda della Guardia di Finanza ha visto alternarsi la direzione con i relativi direttori: il M° Bruno Santori e il M° Leonardo Laserra Ingrosso.
Il 1º giugno 2014 ha diretto la terza edizione consecutiva di "Radio Italia Live: Il concerto". L'evento, divenuto un appuntamento di altissima importanza per la musica italiana, è stato trasmesso in diretta su tutte le piattaforme dell'emittente (radio, digitale terrestre, satellite, internet) e ha visto oltre 100.000 persone presenti in piazza Duomo a Milano durante le prove ed il concerto. Il concerto è stato trasmesso in differita, l'8 giugno 2014, Italia 1.